# Diocèse de Pitigliano-Sovana-Orbetello
Le diocèse de Pitigliano-Sovana-Orbetello (en latin : Diœcesis Pitilianensis-Soanensis-Urbetelliensis ; en italien : Diocesi di Pitigliano-Sovana-Orbetello) est un diocèse de l'Église catholique en Italie, suffragant de l'archidiocèse de Sienne-Colle di Val d'Elsa-Montalcino et appartenant à la région ecclésiastique de Toscane.

## Territoire
Il est situé dans une partie de la province de Grosseto, l'autre fraction de la province étant gérée par l'archidiocèse de Sienne-Colle di Val d'Elsa-Montalcino et les diocèses de Grosseto et Massa Marittima-Piombino. Il gère aussi la commune de Piancastagnaio dans la province de Sienne. Son territoire est d'une superficie de 2 177 km2 divisé en 71 paroisses regroupées en 4 archidiaconés. L'évêché est à Pitigliano avec la cathédrale des saints Pierre et Paul. Il possède deux cocathédrales : la cathédrale de Sovana et la cathédrale d'Orbetello.

## Histoire
Les origines du diocèse de Sovana sont incertaines, il est attesté pour la première fois dans la seconde moitié du VIIe siècle. Lanzoni (it) pense que l'évêché est probablement antérieur à cette période, tandis que Burattini soutient que le diocèse est l'héritier de deux évêchés précédents, ceux de Statonia et de Saturnia et qu'en raison de l'invasion de Lombards, les deux diocèses auraient fusionnés et les évêques auraient déplacé leur siège à Sovana. Le premier évêque historiquement documenté de Sovana est Maurizio, qui fait partie des évêques qui participent au concile de Rome de 680 organisé par le pape Agathon pour condamner le monothélisme. Pour le premier millénaire, le peu d'évêques connus de Sovana sont ceux qui participent aux conciles célébrés par les papes : Bestiano en 826, Tanimondo en 853, Rastaldo en 861, Stefano en 869 et Rainerio en 967.
La cathédrale de Sovana est construite entre le VIIIe siècle et le IXe siècle et mentionnée dans une bulle du pape Nicolas II en 1061 adressée à l'évêque Anselmo, dans laquelle sont également mentionnés les chanoines de la cathédrale dirigée par l'archiprêtre Vitale. La bulle rappelle que l'institution canonique avait été souhaitée au siècle précédent par l'évêque Rainerio et confirmée par son successeur. Au XIIe siècle, le diocèse de Sovana perd la partie orientale de son territoire en raison de l'occupation par Orvieto. Plus de cinquante ans après, un procès institué par l'évêque de Sovana en 1194 se solde en faveur du diocèse d'Orvieto. En 1230, le pape Grégoire IX décide de séparer Orbetello et son territoire du diocèse de Sovana et de le soumettre à la juridiction de l'abbaye de Tre Fontane. Le 23 avril 1459, par la volonté du pape Pie II, le diocèse de Sovana, jusqu'alors sous exemption devient suffragant de l'archidiocèse métropolitain de Sienne.
Au milieu du XVIIe siècle, Sovana est un petit village de 400 âmes et Mgr Marcello Cervini tente sans succès de le repeupler. En 1674, Pier Maria Bichi établit sa résidence à Pitigliano, dans un palais appartenant à sa famille. Après sa mort, le palais est légué à la curie de l'évêque, et son successeur, Pietro Valentini, demeure à Pitigliano, comme tous les évêques suivants. Bien que le diocèse ne soit pas très peuplé, les prêtres ne manquent pas, lors du synode de 1689, 192 prêtres sont présents à la session du 13 mai. En 1701, l'évêque Domenico della Ciaja crée le séminaire diocésain de Scansano ; en 1705, il le transfère à Pitigliano. Dans la première moitié du siècle, sous l'épiscopat de Fulvio Salvi, saint Paul de la Croix œuvre dans le diocèse, et fonde la congrégation de la Passion de Jésus-Christ sur le Monte Argentario. En avril 1785, les communes d'Onano et de Proceno, situées dans les États pontificaux, sont cédées au diocèse d'Acquapendente (it) en échange de celles de Manciano et de Capalbio appartenant au Grand-Duché de Toscane. 
En 1836, l'évêque Francesco Maria Barzellotti fonde une école d'études morales et dogmatiques à Pitigliano, qu'il rend obligatoire pour les aspirants au sacerdoce. En 1844, après presque deux siècles de résidence des évêques à Pitigliano, le pape Grégoire XVI sanctionne le transfert définitif du siège de son évêque dans l’église des Saints Pierre et Paul, élevé au rang de cathédrale du diocèse où le chapitre des chanoines est transféré ; en même temps, le diocèse prend le nom de diocèse de Sovana-Pitigliano. Le 13 mai 1853, la bergère Véronique Nucci déclare avoir vu la Vierge Marie à Cerreto, frazione de Sorano. Quatre ans plus tard, le 8 mai, l'évêque place la première pierre d'une église dédiée à la Vierge des Douleurs. En 1992, un monastère de carmélites s'installent sur le site de l'apparition. 
De 1924 à 1932, avec l'évêque Gustavo Matteoni, le diocèse de Sovana-Pitigliano est uni in persona episcopi au diocèse de Grosseto suscitant l'opposition du clergé et du peuple, malgré les assurances d'autonomie de l'évêque. Le 8 juin 1934, l'évêque Stanislao Battistelli donna au diocèse une nouvelle structure administrative réduisant le vicariat de quinze à six. Le 25 mai 1947, à la demande du synode diocésain célébré en juillet 1946, le pape Pie XII reconnaît saint Grégoire VII, pape originaire de Sovana, et Mamilien de Palerme comme principaux patrons du diocèse, ainsi que saint Paul de Croix, patron secondaire. De 1964 à 1975, le diocèse reste vacant et risque de nouveau d'être uni aux diocèses voisins. En 1975, les hameaux d'Alberese et de Rispescia sont cédés au diocèse de Grosseto. Le 25 mars 1981, par la bulle Abbatia Sanctorum Vincentii et Anastasii du pape Jean-Paul II, le diocèse incorpore les territoires toscans jusque-là sous la juridiction de l'abbaye Tre Fontane de Rome, à savoir Orbetello, Monte Argentario, Isola del Giglio et Capalbio. En même moment, le diocèse prend le nom de diocèse de Sovana-Pitigliano-Orbetello et l'église de l'Assomption d'Orbetello est élevée au rang de cocathédrale. Le 30 septembre 1986, le diocèse prend son nom actuel en vertu du décret Cum procéder oporteret de la congrégation pour les évêques.

## Sources
- http://www.catholic-hierarchy.org